# Veletov
Veletov (en alemán: Welletau) es un pueblo en el distrito de Kolín en Bohemia Central, Chequia. Está ubicado en las orillas del río Elba (en checo: Labe).